# Hanna Jaltner
Hanna Maria Jaltner (Estocolmo, Suecia, 16 de junio de 1976) es una nadadora, retirada, especializada en pruebas de estilo braza. Ganó la medalla de bronce en 50 metros braza y en 4x50 metros estilos durante el Campeonato Europeo de Natación en Piscina Corta de 1996.

## Palmarés internacional
| Campeonato Europeo de Natación en Piscina Corta | Campeonato Europeo de Natación en Piscina Corta | Campeonato Europeo de Natación en Piscina Corta | Campeonato Europeo de Natación en Piscina Corta |
| Año                                             | Lugar                                           | Medalla                                         | Prueba                                          |
| ----------------------------------------------- | ----------------------------------------------- | ----------------------------------------------- | ----------------------------------------------- |
| 1996                                            | Rostock (Alemania)                              | Medalla de bronce                               | 50 m braza                                      |
| 1996                                            | Rostock (Alemania)                              | Medalla de bronce                               | 4 × 50 m estilos                                |